# L'Estaque
L'Estaque is een voormalig vissersdorp en tegenwoordig een wijk van Marseille gelegen aan de Middellandse Zee. L'Estaque ligt op ongeveer 10 km ten noordwesten van het centrum van Marseille en maakt deel uit van het 16e arrondissement van Marseille. L'Estaque telt 6000 inwoners (1999).
De plaats is een bron van inspiratie geweest voor schilders zoals Paul Cézanne, Georges Braque, Raoul Dufy en Auguste Renoir en voor filmregisseur Robert Guédiguian.
Bij de haven van de plaats is de ingang tot de scheepvaarttunnel tunnel du Rove.

## Afbeeldingen

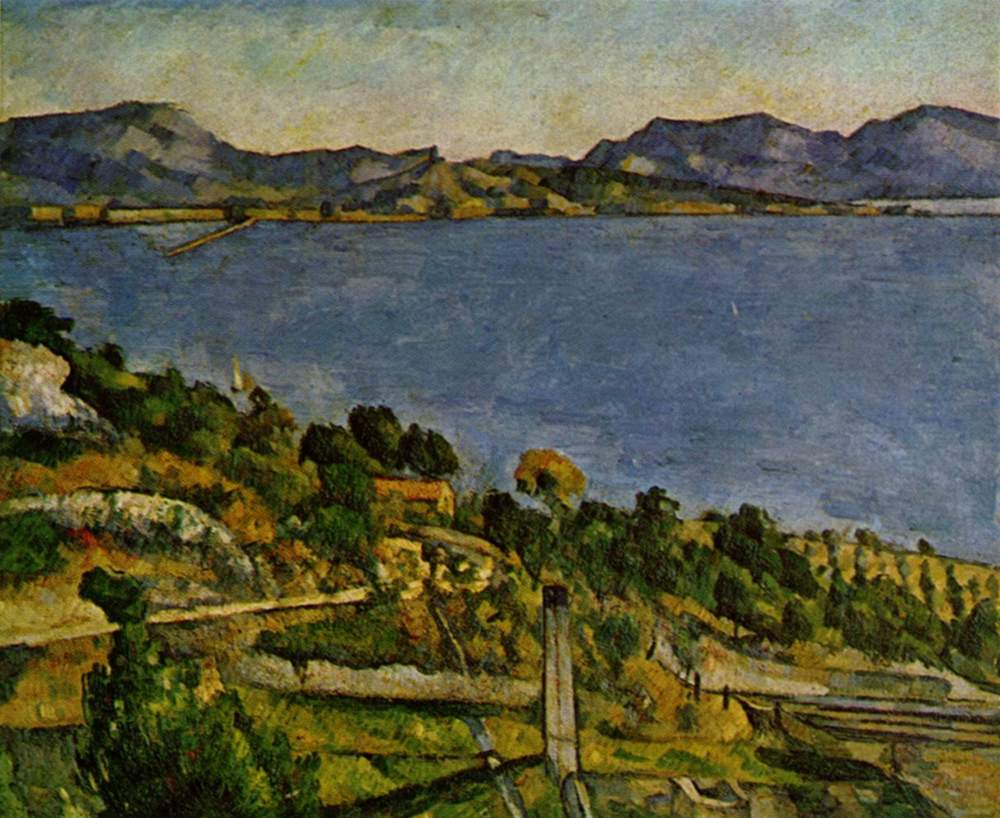
L'Estaque van Paul Cézanne
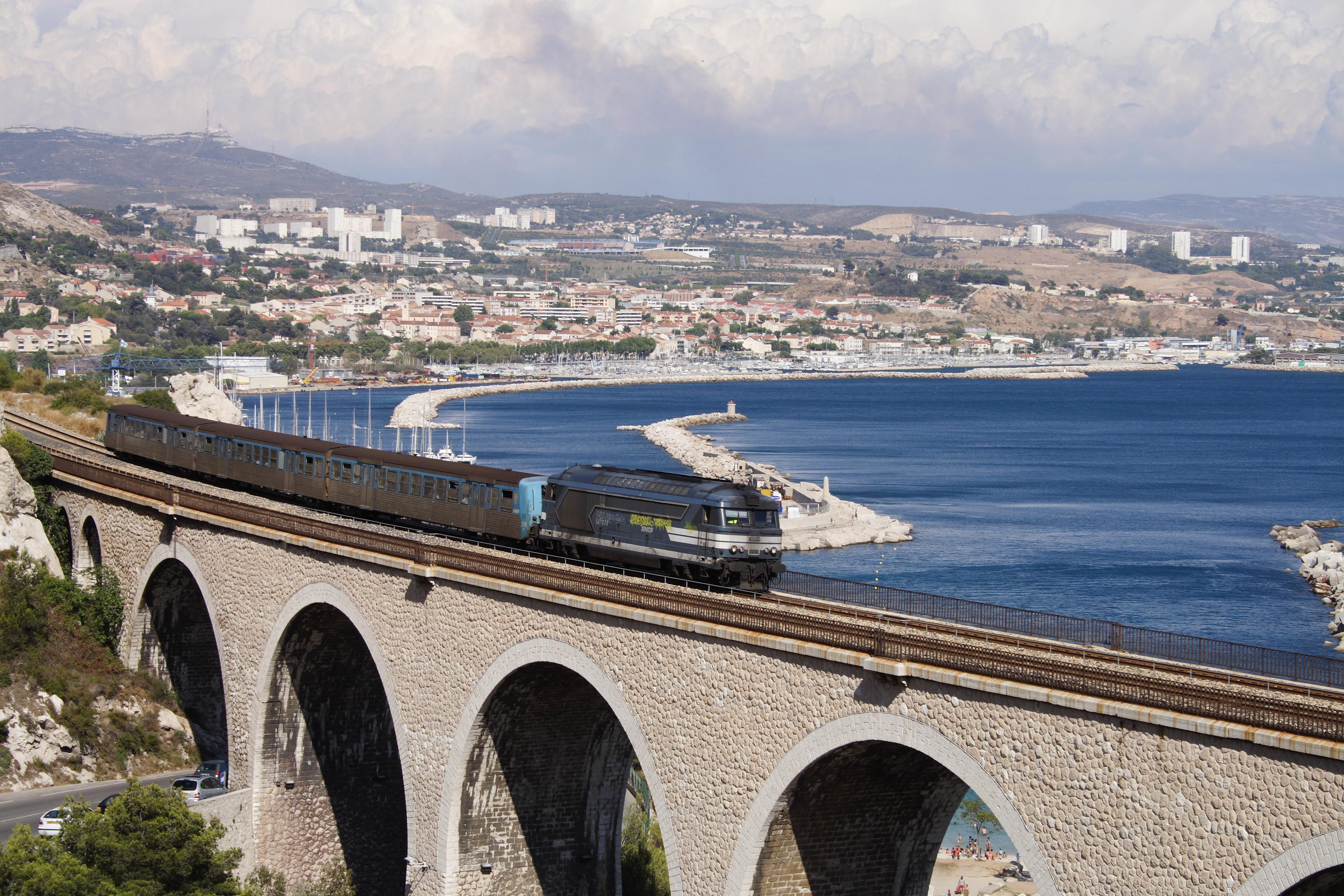
Zicht op Estaque